# روبرتو مولر
روبرتو مولر (بالإسبانية: Roberto Müller)‏ هو لاعب رماية تشيلي، (و. 1902  م).

## وصلات خارجية
- روبرتو مولر على موقع أوليمبيديا (الإنجليزية)